# Sigurd Moen
Sigurd Olsen Moen (ur. 31 października 1897 w Krødsherad, zm. 6 października 1967 w Drammen) – norweski łyżwiarz szybki, brązowy medalista olimpijski.

## Kariera
Największy sukces w karierze Sigurd Moen osiągnął w 1924 roku, kiedy podczas igrzysk olimpijskich w Chamonix zdobył brązowy medal w biegu na 1500 m. W zawodach tych wyprzedzili go tylko Clas Thunberg z Finlandii oraz inny Norweg, Roald Larsen. Był to jedyny medal wywalczony przez Moena na międzynarodowej imprezie tej rangi. Dzień wcześniej był czwarty na dystansie 5000 m, przegrywając walkę o podium z Larsenem. Na tych samych igrzyskach był też piąty w wieloboju oraz szósty na dystansie 10 000 m. Nigdy nie zdobył medalu na mistrzostwach świata, chociaż podczas mistrzostw świata w wieloboju w Oslo w 1925 roku i rozgrywanych rok później mistrzostw świata w Trondheim zajmował czwarte miejsca. Czwarty w tej konkurencji był też na mistrzostwach Europy w Oslo w 1924 roku i mistrzostwach Europy w Sztokholmie trzy lata później. W 1925 roku był mistrzem Norwegii na czterech dystansach: 500, 1500, 5000 i 10 000 m.